# مسجد منطقة أبي بكر الكرخي
مسجد منطقة أبي بكر الكرخي أحد مساجد مدينة الرياض عاصمة المملكة العربية السعودية .

## الموقع
يقع مسجد منطقة أبي بكر الكرخي في حي السفارات شمال مدينة الرياض عاصمة المملكة العربية السعودية، يعد مسجد منطقة أبي بكر الكرخي أحد مساجد الأحياء الأربعة في حي السفارات .

## البناء
تبلغ مساحه المسجد 1430 متر مربع، وتبلغ طاقته الاستيعابية ما يربو على 500 مصلي في وقت واحد، تم افتتاح ممسجد منطقة أبي بكر الكرخي في الرابع والعشرين من شهر ذي القعدة عام 1406 هـ الموافق الحادي والثلاثين من شهر يونيو عام 1986، ويتوفر في المسجد بالإضافة للمصلى سكن للإمام وسكن للمؤذن، وكذلك مستودع للأثاث، وأماكن للوضوء، ومنطقة للخدمات المساندة.

## الجوائز
فازت مساجد الأحياء الأربعة في حي السفارات بجائزة عبد اللطيف الفوزان لعمارة المساجد في دورتها الأولى، والتي تتكون من (مسجد منطقة ابن موسى ومسجد منطقة أبي بكر الكرخي ومسجد منطقة ابن زهر ومسجد منطقة أبي الوفاء البوزجاني)، وجرى توزيع الجوائز في 2014 الموافق 1435 هـ.